# 学校法人女子美術大学
学校法人女子美術大学（がっこうほうじんじょしびじゅつだいがく、英語：Joshibi University of Art and Design）は、日本の学校法人。女子美術大学などの設置者である。旧称は財団法人女子美術大学（ざいだんほうじんじょしびじゅつだいがく）。

## 概要
東京都杉並区に本部を置く学校法人である。東京都、および、神奈川県において、中学校、高等学校、短期大学、大学など複数の教育機関を設置している。美術教育を行う高等教育機関として、日本で初めて女性に門戸を開放した私立女子美術学校の設置者としても知られている。

## 来歴
東京都に本部を置く「学校法人女子美術大学」は、1950年に「財団法人女子美術大学」を改組する形で発足した。もともとの源流は、藤田文蔵、横井玉子、田中晋、谷口鉄太郎が設立した私立女子美術学校にまで遡る。日本には女性が美術教育を受けられる高等教育機関が存在しなかったため、その受け皿になることを目指し1900年に設立認可を受けた。しかし、翌年に深刻な財政危機に陥り、佐藤志津により再建された。その後、1917年に同校の設置者が財団法人化され、「財団法人私立女子美術学校」が発足した。以来何度かの名称変更を経て、最終的に「学校法人女子美術大学」となった。
「財団法人女子美術大学」の頃より既に女子美術大学、佐藤高等学校、佐藤中学校といった諸学校を擁していたが、学校法人化された1950年には、新たに女子美術大学短期大学部を設置した。翌年には、佐藤高等学校を女子美術大学付属高等学校に、佐藤中学校を女子美術大学付属中学校に、それぞれ改称した。
なお、1962年に女子美術大学短期大学部を女子美術短期大学に改称したが、2001年に再び女子美術大学短期大学部に改称した。また、1968年には女子美術大学付属幼稚園を設置したものの、1990年に閉園している。

## 沿革
- 1900年 - 私立女子美術学校の設立認可。
- 1901年 - 私立女子美術学校を設置。
- 1915年 - 私立女子美術学校付属高等女学校を設置。
- 1916年 - 私立女子美術学校付属高等女学校を私立佐藤高等女学校に改称。
- 1917年 - 財団法人私立女子美術学校に組織変更。
- 1919年 - 私立女子美術学校を女子美術学校に改称。
- 1929年 - 女子美術学校を女子美術専門学校に改組。
- 1947年 - 佐藤中学校を設置。
- 1948年 - 佐藤高等学校を設置。
- 1949年 - 女子美術大学を設置。
- 1950年 - 財団法人を学校法人に改組。
- 1950年 - 女子美術大学短期大学部を設置。
- 1951年 - 佐藤中学校を女子美術大学付属中学校に改称。
- 1951年 - 佐藤高等学校を女子美術大学付属高等学校に改称。
- 1962年 - 女子美術大学短期大学部を女子美術短期大学に改称。
- 1968年 - 女子美術大学付属幼稚園を設置。
- 2001年 - 女子美術短期大学を女子美術大学短期大学部に改称。

## 設置する諸学校

### 大学

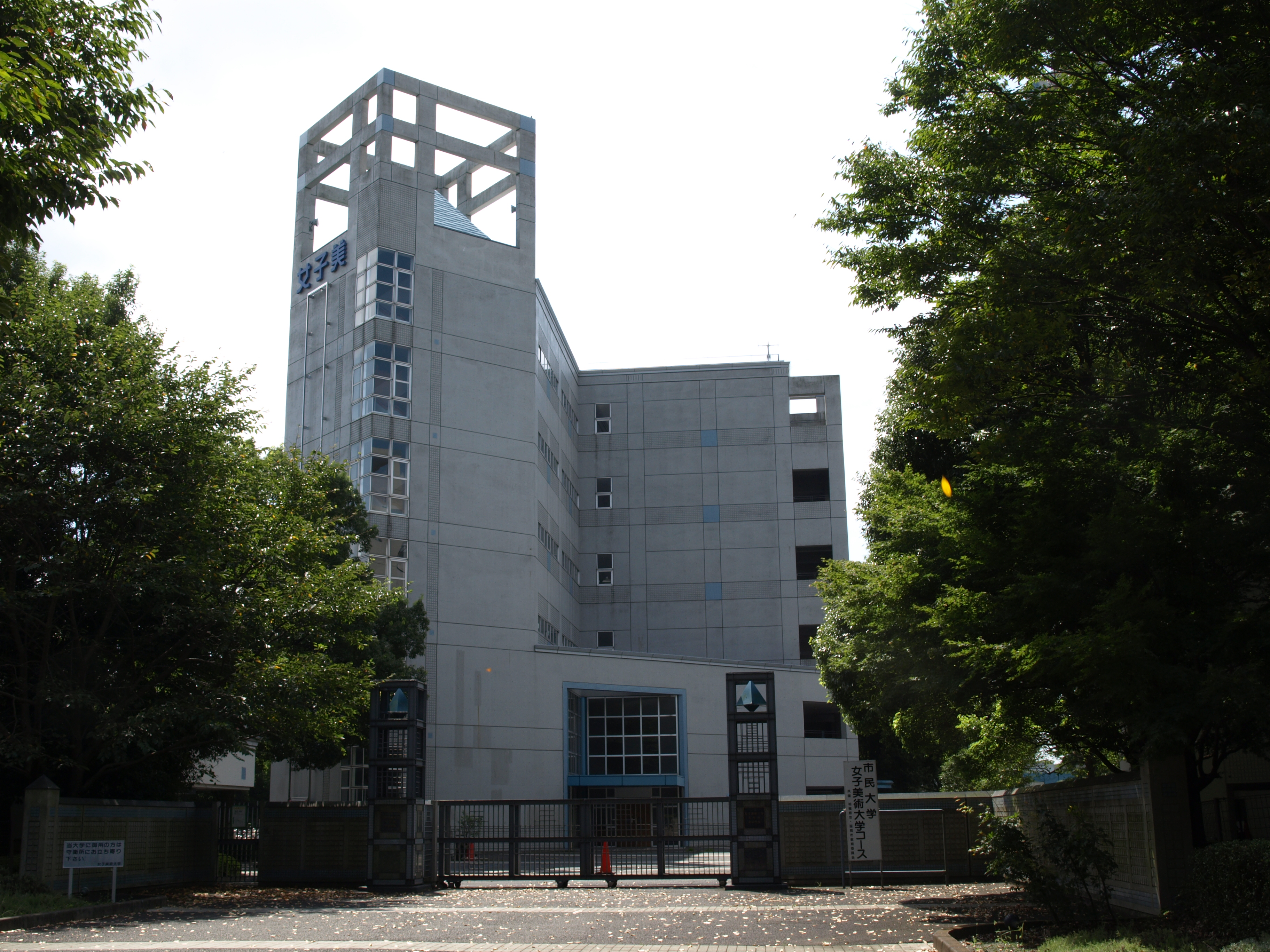
女子美術大学相模原キャンパス

- 女子美術大学（東京都杉並区、神奈川県相模原市）

### 短期大学
- 女子美術大学短期大学部（東京都杉並区）

### 高等学校
- 女子美術大学付属高等学校（東京都杉並区）

### 中学校
- 女子美術大学付属中学校（東京都杉並区）

## 設置していた諸学校

### 短期大学
- 女子美術短期大学

### 高等学校
- 佐藤高等学校

### 中学校
- 佐藤中学校

### 幼稚園
- 女子美術大学付属幼稚園

## 在籍した人物
学校法人としての女子美術大学に在籍した人物を五十音順に記載し、括弧内に在籍時の主要な役職を、ハイフン以降にそれ以外の主要な役職を併記した。設置している諸学校に勤務した人物や、卒業した人物については、各学校の記事を参照されたい。
- 石川達紘（理事） - 名古屋高等検察庁検事長
- 大村智（理事長） - 北里研究所所長
- 継岡リツ（理事） - 女子美術大学付属高等学校校長
- 福下雄二（理事長） - 内閣府審議官